# テオ・ブルース
トーマス・セオドア「テオ」・ブルース（Thomas Theodore ("Theo") Bruce、 1923年7月28日 –  2002年8月1日）は、オーストラリアの陸上競技選手である。彼は、1948年に開催されたロンドンオリンピックの走幅跳で銀メダルを獲得した。

## 経歴
ブルースはロンドンオリンピックのオーストラリア代表として、走幅跳と4x100mリレー走の2種目に出場した。21名の選手が出場した走幅跳では、予選上位の12名のみが決勝に進むことになっていた。ブルースは7メートル20センチを跳んで予選A組でアメリカ代表のハーブ・ダグラスに次いで2位につけ、全体でも4位となって決勝に挑んだ。決勝では、アメリカ代表のウィリー・スティールが当時のオリンピック記録を更新する7メートル82.5センチで金メダルを獲得し、ブルースは7メートル55.5センチで銀メダル獲得を果たした。
もう1種目の4x100mリレー走では、オーストラリア代表チームは予選2組で3位に終わり、決勝進出を逃している。
なお、走幅跳ではオーストラリアの国内選手権で1947年から1950年にかけて4連覇した実績がある。